# Барнстебел (округ, Массачусетс)
Шаблон:StateAbbr_ 41°41′56″ пн. ш. 70°18′07″ зх. д. / 41.698997° пн. ш. 70.301811° зх. д.
Округ  Барнстебел  (англ. Barnstable County) — округ (графство) у штаті  Массачусетс, США. Ідентифікатор округу 25001. Округ складається з Кейп-Код і пов'язаних з ним островів (проте деякі прилеглі острови знаходяться в окруґах Дюкс і Нантакет)

## Історія
Округ утворений 1685 року.

## Демографія
За даними перепису 
2000 року 
загальне населення округу становило 222 230 осіб, зокрема міського населення було 203 044, а сільського — 19 186.
Серед мешканців округу чоловіків було 105 199, а жінок — 117 031. В окрузі було 94 822 домогосподарства, 61 041 родин, які мешкали в 147 083 будинках.
Середній розмір родини становив 2,82.
Віковий розподіл населення поданий у таблиці:
| Стать    | До 15 років | 15-21 | 22-29 | 30-39 | 40-49 | 50-65 | 65-85 | Понад 85 |
| -------- | ----------- | ----- | ----- | ----- | ----- | ----- | ----- | -------- |
| Чоловіки | 19396       | 7924  | 6598  | 13754 | 16364 | 19294 | 19841 | 2028     |
| Жінки    | 18222       | 7030  | 6875  | 15156 | 18001 | 22351 | 24977 | 4419     |

## Виноски
1. ↑  U.S. Decennial Census. United States Census Bureau. Архів оригіналу за 26 квітня 2015. Процитовано 15 вересня 2014.
2. ↑  Historical Census Browser. University of Virginia Library. Архів оригіналу за 11 серпня 2012. Процитовано 15 вересня 2014.
3. ↑  Population of Counties by Decennial Census: 1900 to 1990. United States Census Bureau. Архів оригіналу за 28 квітня 2015. Процитовано 15 вересня 2014.
4. ↑  Census 2000 PHC-T-4. Ranking Tables for Counties: 1990 and 2000 (PDF). United States Census Bureau. Архів (PDF) оригіналу за 18 грудня 2014. Процитовано 15 вересня 2014.
5. ↑  State & County QuickFacts. United States Census Bureau. Архів оригіналу за 7 червня 2011. Процитовано 26 серпня 2013.(англ.) Наведено за англійською вікіпедією.
6. ↑  American FactFinder. Бюро перепису населення США. Архів оригіналу за 26 лютого 2012. Процитовано 31 січня 2008. [Архівовано 2008-05-21 у Wayback Machine.]

| США | Це незавершена стаття з географії США. Ви можете допомогти проєкту, виправивши або дописавши її. |